# سیارک ۲۰۵۳۱
سیارک ۲۰۵۳۱ (به انگلیسی: 20531 Stevebabcock، نامگذاری:1999RW57) بیست هزار و پانصد و سی و یکمین سیارک کشف شده‌است که در ۷ سپتامبر ۱۹۹۹ کشف شد.
قدر مطلق سیارک برابر ۱۷.۰ است.